# Joanna Szwab
Joanna Szwab (17 febbraio 1997) è una saltatrice con gli sci polacca.

## Biografia
Attiva in gare FIS dal febbraio del 2011, la Szwab ha esordito in Coppa del Mondo il 1º febbraio 2014 a Hinzenbach (44ª) e ai Campionati mondiali a Oberstdorf 2021, dove si è classificata 7ª nella gara a squadre.

## Palmarès

### Coppa del Mondo
- Miglior piazzamento in classifica generale: 36ª nel 2020